# Ustekinumab
Ustekinumab ist ein Arzneistoff, der in der Behandlung der Psoriasis, Psoriasisarthritis, Colitis ulcerosa und Morbus Crohn eingesetzt wird. Ustekinumab ist ein humaner monoklonaler Antikörper gegen die Zytokine Interleukin-12 (IL-12) und Interleukin-23 (IL-23) und seit Januar 2009 zugelassen.

## Pharmakologie

### Anwendungsgebiete (Indikationen)
Ustekinumab ist für die Behandlung der mittelschweren bis schweren Plaque-Psoriasis bei Erwachsenen und Jugendlichen ab dem 12. Lebensjahr zugelassen, bei denen andere Therapien nicht angesprochen haben, kontraindiziert sind oder nicht vertragen wurden.
Des Weiteren wurde eine Wirksamkeit bei Psoriasisarthritis festgestellt, an der etwa ein Fünftel der Psoriasis-Patienten leiden. Für deren Behandlung ist Ustekinumab ebenfalls zugelassen, wenn die Erkrankung nicht ausreichend auf andere Arzneimittel, sogenannte krankheitsmodifizierende Antirheumatika, angesprochen hat.
Weiterhin ist Ustekinumab zugelassen zur Anwendung bei erwachsenen Patienten mit mittelschwerem bis schwerem Morbus Crohn und mittelschwerer bis schwerer Colitis ulcerosa, die auf andere Behandlungen nicht gut genug angesprochen haben oder diese nicht anwenden können.

### Gegenanzeigen (Kontraindikationen)
Ustekinumab ist bei bekannter Überempfindlichkeit gegen den Wirkstoff und bei aktiven klinisch relevanten Infektionen kontraindiziert.

### Schwangerschaft und Stillzeit
Es liegen keine ausreichenden Daten zur Sicherheit von Ustekinumab in der Schwangerschaft vor. Wenngleich tierexperimentelle Studien keinen Hinweis auf eine Teratogenität lieferten, werden schwangerschaftsverhütende Maßnahmen bis zu 15 Wochen nach der Anwendung von Ustekinumab empfohlen.
Es ist nicht bekannt, ob beim Menschen Ustekinumab in die Muttermilch übertritt.

### Wechselwirkungen
Mögliche Wechselwirkungen mit anderen Arzneimitteln wurden nicht oder nicht ausreichend untersucht. Ebenso wurde die Sicherheit von Ustekinumab in Kombination mit anderen Immunsuppressiva, einschließlich der PUVA-Therapie, nicht evaluiert. Nach Informationen des Herstellers sollen Lebendimpfstoffe nicht in einem zeitlichen Zusammenhang mit Ustekinumab gegeben werden.

### Unerwünschte Arzneimittelwirkungen
Zu den häufigsten Nebenwirkungen unter Ustekinumab zählen Infektionen, insbesondere der oberen Atemwege (> 10 %). Häufig (1–10 %) treten auch Depressionen, Schwindel, Kopfschmerz, Durchfall, Juckreiz, Rücken- und Muskelschmerz und Müdigkeit auf. Darüber hinaus können Reaktionen an der Injektionsstelle beobachtet werden.
Es gibt auch Hinweise auf mögliche kardiovaskuläre Risiken.

## Handelspräparate
Stelara (Hersteller Janssen-Cilag); Biosimilars: Wezlana (Amgen, USA), Uzpruvo (Stada, EU), Otulfi (Fresenius Kabi, EU, USA),  SteQeyma (Celltrion Healthcare, EU),  Imuldosa (Accord BioPharma, USA).